# Skalnica karpacka
Skalnica karpacka (Saxifraga carpathica Sternb.) – gatunek rośliny należący do rodziny skalnicowatych. Występuje w Karpatach i w górach Bułgarii, a także sporadycznie w Alpach. W Polsce wyłącznie w Tatrach i jest rzadka.

## Morfologia

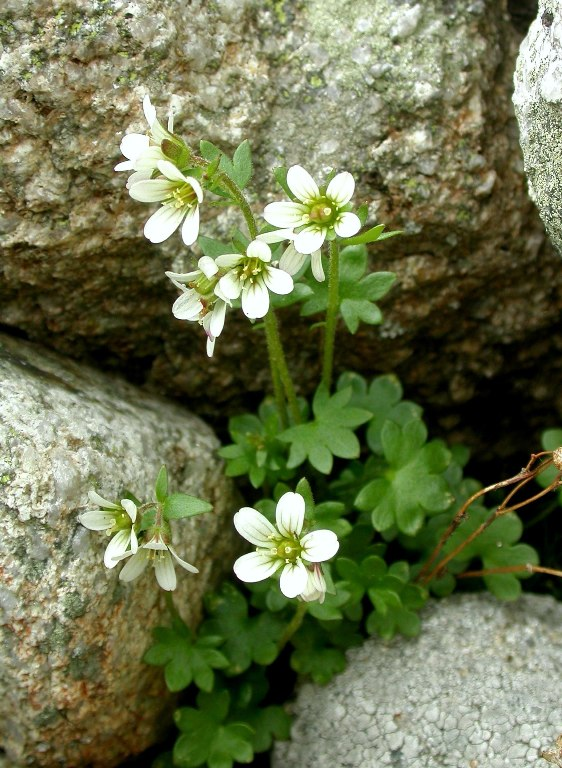

PokrójNiewielka roślina (wysokość do 3–10 cm), gruczołowato owłosiona (przynajmniej górą). Nie tworzy darni.
ŁodygaWzniesiona, rozgałęziona, obła, skąpo ulistniona.
LiścieOdziomkowe o blaszce sercowatookrągławej lub nerkowatej, dłoniasto 5–9 klapowej, o zaostrzonych łatkach. Wyrastają na ogonku 3–4 razy dłuższym od blaszki. Liście łodygowe małe i nieliczne.
KwiatyPo 1–3, wyjątkowo 4–5 na jednej roślinie. Mają długość 1–2 cm i wyrastają na dość długich i grubych szypułkach. Są 5-krotne, brudnobiałe, czasami o czerwonych brzegach. Działki kielicha tępe, około dwukrotnie krótsze od płatków korony. Słupek dwuszyjkowy.
OwocJajowata torebka. Z licznymi, brunatnymi i brodawkowatymi nasionami o długości 0,3-0,5 mm.

## Biologia i ekologia
RozwójBylina. Kwitnie od lipca do sierpnia. Rozmnaża się również wegetatywnie, za pomocą bulwkowatych rozmnóżek w pachwinach liści odziomkowych.
SiedliskoWilgotne skały i piargi, głównie na podłożu granitowym. Hemikryptofit i orofit. W Tatrach występuje od regla górnego aż po najwyższe szczyty, głównie jednak w dwóch najwyższych piętrach: turniowym i halnym.
FitosocjologiaGatunek charakterystyczny dla Ass. Oxyrio-saxifragetum.